# Kouzelníci z Waverly (3. řada)
Všechny sezóny | Předchozí sezóna (1.) | Předchozí sezóna (2.) | Následující sezóna (4.)

## Info
- Touto sezónou se začal seriál vysílat ve vysokém rozlišení.

- Tato sezóna má 30 epizod.
- Epizody nejsou vysílány v pořadí produkce.

- Začátek vysílání v USA: 9. října 2009
- Konec vysílání v USA: 15. října 2010
- Začátek vysílání v ČR: 15. května 2010
- Konec vysílání v ČR: 30. dubna 2011

## Obsazení
- Selena Gomezová a David Henrie hráli ve všech epizodách.
- Jennifer Stone nehrála ve dvou epizodách (3x17, 3x18).
- David DeLuise nehrál ve třech epizodách (3x04, 3x13, 3x24).
- Jake T. Austin nehrál ve čtyř epizodách (3x13, 3x14, 3x21, 3x24).
- Maria Canals Barrera nehrála v šesti epizodách (3x08, 3x11, 3x13, 3x14, 3x15, 3x23).

## Epizody
| Série | Epizoda | Originální název                | Český oficiální název epizody | Premiéra v USA     | Premiéra v ČR     | Produkční čísla |
| --- | ------- | ------------------------------- | ----------------------------- | ------------------ | ----------------- | --------------- |
| 52 | 1       | Franken-girl                    | Frankensteinka                | 9. října 2009      | 15. května 2010   | 301             |
| Justin je vzteky bez sebe, když zjistí, že Alex opět bez jeho svolení navštívila jeho pokoj. Jelikož na ni kouzla neplatí, rozhodne se vytvořit Frankensteinku, která by pokoj v jeho nepřítomnosti střežila. Ovšem Justinův úmysl se mine účinkem když se z Alex a Frankensteinky stávají nejlepší kamarádky. Kouzla: - Elektriku chceme dodat, dej nám 1,21 GW- vytvoří elektrické napětí. - Frankesteinko, rychle vstaň, nejlepší Alexinou kamarádkou se teď staň, hej hupy hupy hačačá - Roztleskávačky Alex neplaší, Frankensteinka po nich zatouží. Hostující hvězdy: Perry Mattfeld jako Frankenštajnka, Bill Chott jako pan Laritate Dále hrají: Megan Carcioppolo jako roztleskávačka, Erin Prieto jako roztleskávačka, Jazzlyn Marae jako roztleskávačka, Lauren E. Gates jako dívka zkoušející šaty, Krizia Quinio jako roztleskávačka, Debbie Sperry jako slečna Saubermanová Speciální hostující hvězdy:- |         |                                 |                               |                    |                   |                 |
| 53 | 2       | Halloween                       | Halloween                     | 16. října 2009     | 15. května 2010   | 302             |
| Rodinu Russových navštíví pan Ewans z Waverlyské asociace odborníků, která se shodla na tom, že jejich dům hrůzy není dost děsivý a tak se Alex vydává do podsvětí, kde má za úkol vybrat nejděsivější strašidla, která by návštěvníky jejich domu vyděsila natolik, že by se nechtěly vrátit. Nakonec je ale stejně vyloučí ze soutěže o nejstrašidelnější dům hrůzy, protože je až moc děsivý. Kouzelné objekty: - Duchové Hostující hvězdy: Bo Foxworth jako Coach, Scott Freeburg jako Doug, Daniel Roebuck jako pan Evans, Sean Whalen jako Mantooth, Hilary Hacker jako paní Chenowithová, Stephen A.F. Day jako Frank, Shannon McClung jako Dougovo tělo, Keith Allan jako Wally Dále hrají: Josh Abraham Webber jako student, Carly Jordan Pancher jako Little Bo Peel, Cole Pancher jako Cell Phone Kid, George Mims jako Coach duchů #2 Speciální hostující hvězdy:- |         |                                 |                               |                    |                   |                 |
| 54 | 3       | Monster Hunter                  | Lovec příšer                  | 23. října 2009     | 22. května 2010   | 303             |
| Justin se zapsal do klubu lovců příšer, poté, co zvládl své poslední kouzlo. Když se Alex dozví, že by se Justin mohl stát rodinným kouzelníkem, začne se s Harper učit. Mezitím Max vykonává kouzlo, které odděluje jeho svědomí od sebe. Pak udělá další kouzlo, aby byly příšery vypuštěny do celého světa, aby sabotoval Justin školení, i když jeho svědomí mu říká ne. Později Alex, Max a jeho svědomí jdou na pomoc Justinovi s monstry a Alex vykonává dvě úspěšná kouzla a zachrání Justina. Kouzla: - Tenký vlas, chci mít zas tenký vlas- zmenší člověka - Co dobré je a špatné míň, teď chci se přímo setkat s tím- osamostatní svědomí člověka, který vyřkl toto kouzlo - Příšery zlé vylezte z děr, mezi nás není to fér- kouzlo, které osvobodé všechny příšery - Noha roste, běží a je tu- vyčaruje nohu z odpadkového koše - Vlaku leť, zmizni teď- zmizí vlak Hostující hvězdy: Moisés Arias jako Maxovo svědomí, Fred Willard jako pan Stuffleby Dále hrají: Dennis Hadley jako Fakeahorseus Speciální hostující hvězdy:- |         |                                 |                               |                    |                   |                 |
| 55 | 4       | Three Monsters                  | Tři příšery                   | 30. října 2009     | 29. května 2010   | 304             |
| Justin obdrží hlášení, že se ve Waverly Place potulují tři příšery. Jde je hrdě lovit, ale stále se mu je nedaří polapit, ovšem jen do chvíle než jeho přístroj na lovení příšer začne děsivě pípat před jeho přítelkyní Juliet. Justinovi záhy dojde, že ony tři příšery jsou vlastně Juliet a její rodina, jakožto upíři. Než přijedou profesionální lovci příšer, musí Justin sehnat jiné tři příšery, aby nepřišel o svou milou. Kouzla: - Lháři, lháři, gatě ti září- zničí figurínu z melounu - Já jsem guma, ty jsi led, její vůně, druhé pleť- dvěma osobám prohodí oblečení - Fixy, fixy zmizte hned teď Chybí: Devid DeLuise jako Jerry Russo Hostující hvězdy: Bridgit Mendler jako Juliet Van Heusenová, Andy Kindler jako Chancellor Tootietootie, Pat Finn jako Luxor, Wendi McLendon-Covey jako Dr. Ice Dále hrají: Perry Matfield jako Frankensteinka Speciální hostující hvězdy: Moisés Arias jako Maxovo svědomí |         |                                 |                               |                    |                   |                 |
| 56 | 5       | Night at the Lazerama           | Noc v muzeu                   | 6. listopadu 2009  | 5. června 2010    | 306             |
| Ve městě se potuluje mumie. Justin coby profesionální lovec příšer dostane za úkol ji zneškodnit. Najde ji v muzeu, ale omylem s Juliet vstoupí do vitríny, která se za nimi zavře. Marně se pokoušejí dostat ven. Juliet se však brzy vzdává, protože jsou uvězněni pod velkým střešním oknem, chce si užít poslední chvilky s Justinem, než ráno vyjde slunce a sežehne ji. Justin s Julietiným rozhodnutím nesouhlasí a hledá řešení. Mezitím se Svědomí odpoutá od Maxe a Alex se učí nová kouzla, aby nezůstala pozadu. Kouzla: - Prosím prosím, řekni sám, je snad něco, co znát mám, Duranium, Duranium- na obraze ukáže to, co se děje někde jinde - Čáry máry, hučíš zdáry- promění člověka v pračku - Módní, teplé, rovné, dlouhé, v ponožky se změň teď pouhé- promění člověka v ponožky Kouzelné objekty: - Mumie a upíři Hostující hvězdy: Bridgit Mendler jako Juliet Van Heusenová, John Eric Bentley jako Mumie, Andy Kindler jako Chancellor Tootietootie, Pat Finn jako Luxor, Wendi McLendon-Covey jako Dr. Ice Dále hrají: Nicole J. Butler jako Customer, Adam Irigoyen jako nové svědomí Speciální hostující hvězdy: Moisés Arias jako Maxovo svědomí |         |                                 |                               |                    |                   |                 |
| 57 | 6       | Doll House                      | Dům pro panenky               | 20. listopadu 2009 | 12. června 2010   | 305             |
| Alex touží po vlastním ateliéru, kde by se mohla naplno věnovat svému koníčku, a tak se rozhodne vyklidit sklep. Zde také najde svůj domeček pro panenky, do kterého se za pomoci kouzla přestěhuje. Alexiny rodiče však domeček pro panenky darují malé Olivii a Alexin osud tak zůstává v jejich rukách. Justin se snaží prodat svou sbírku hraček. Kouzla: - Zmenším, zmenšíš, zmenšíme- zmenší všechno a dá to do domečku Hostující hvězdy:Yara Shahidi jako Olivie, Gregg Binkley jako Randy Dále hrají:- Speciální hostující hvězdy:- |         |                                 |                               |                    |                   |                 |
| 58 | 7       | Marathon Helper                 | Harper běží maratón           | 4. prosince 2009   | 19. června 2010   | 307             |
| Harper se rozhodla uběhnout celý maratón, ovšem usilovné trénování zmáhá nejen ji samotnou, ale také Alex, která chce své nejlepší kamarádce pomoci a tak použije kouzlo. Když se však Harper dozví, že maratón vyhrála jen díky kouzlům, rozhodne se opět pokořit všechny soutěže, které dosud vyhrála. Stejně jako Harper, také Justin usilovně trénuje na maratón a osobním trenérem se stává jeho nejlepší kamarád Zeke. Kouzla: - Nip, nop, hopiti hop, uběhni 42 km a stop- kouzlo na maraton Hostující hvězdy:Imani Hakim jako Connie, Dan Benson jako Zeke, Pamela Chan jako Carol Dále hrají:- Speciální hostující hvězdy:- |         |                                 |                               |                    |                   |                 |
| 59 | 8       | Alex Charms a Boy               | Alex okouzlí kluka            | 15. ledna 2010     | 25. června 2010   | 313             |
| Alex se na hodině umění seznamuje s pohledným Masonem. Oba si záhy díky své zálibě v umění padnou do oka a tráví spolu veškerý s vůj volný čas. Mason však miluje psy a tak když dostane nápad namalovat Alex jako fenku čivavy, Alex se zalekne a použije kouzlo múzy. Nyní Mason maluje jeden Alexin obraz za druhým a nemá vůki přestat. Justin trénuje lovení příšer na Maxovi. Kouzla:- Chybí: Maria Canals Barrera jako Theresa Russová Hostující hvězdy: Gregg Sulkin jako Mason Greyback, Bill Chott jako pan Laritate Dále hrají:Richard Bernard as Water Balloon Violinist, Josh Abraham Webber jako student výtvarky, Seth Laird jako muž s pizzou Speciální hostující hvězdy:- |         |                                 |                               |                    |                   |                 |
| 60 | 9-10    | Wizards vs. Werevolves          | Kouzelníci vs. vlkodlaci      | 22. ledna 2011     | 30. října 2010    | 314-315         |
| Alex a Mason se vydají do Transilvánie, kde naleznou náhrdelník pravé lásky. Náhrdelník se rozsvítí při pravé lásce. Alexin náhrdelník se rozsvítí, ovšem Mason je učarován Juliette a vyzná ji lásku před Alex. Ta má nyní zlomené srdce a odmítá Masonovi odpustit. Jediným způsobem, jak zjistit zda Mason Alex skutečně miluje je najít náhrdelník pravé lásky. Justin se setkává s Juliette a Max touží poznat život vlkodlaků. Kouzelné objekty: - Vlkodlaci, mumie, upíři - Náhrdelník pravé lásky- rozsvítí se, pokud ho nasadíte na krk osobě, která Vás doopravdy miluje Hostující hvězdy: Gregg Sulkin jako Mason Greyback, Bridgit Mendler jako Juliet Van Heusenová, John Eric Bentley jako mumie, Bryce Hurless jako britský dětský kouzelník Dále hrají:- Speciální hostující hvězdy:- |         |                                 |                               |                    |                   |                 |
| 61 | 11      | Positive Alex                   | Pozitivní Alex                | 29. ledna 2010     | 24. června 2010   | 308             |
| Alex se dostala do týmu roztleskávaček. Její negativní přístup však odpuzuje pohledného George, se kterým by šla Alex ráda na ples. Nezbývá ji tedy nic jiného než použít pozitivní kouzlo, čímž George určitě zaujme. Justin jako součást svého cíle zkusit v posledním ročníku úplně všechno, vstoupil do basketballového týmu. Max se snaží uspět jako kameraman. Kouzelné objekty: - Kouzelný fix- když napíšete na ruku např. "být pozitivní", jste pozitivní Hostující hvězdy: Austin Butler jako George, Bill Chott jako pan Laritate, Dan Benson jako Zeke Dále hrají: Kandyn Bouchez jako roztleskávačka #1, Karli Reynolds jako roztleskávačka #2, Danni Hooks jako roztleskávačka #3, Bryan Escobar jako mužský toztleskávač #1, Rob Westin jako mužský roztleskávač #2, Allie Costa jako Trumpet Girl Speciální hostující hvězdy:- |         |                                 |                               |                    |                   |                 |
| 62 | 12      | Detention Election              | Hlasy poškoláků               | 19. března 2010    | 14. srpna 2010    | 309             |
| Justin se rozhodl kandidovat na prezidenta studentské rady. Zanedlouho však k němu domů dorazí ředitel Laritate, aby mu sdělil, že je po škole. Někdo totiž polepil celou jeho kancelář Justinovými volebními plakáty a tak se Alex snaží zjistit, kdo je lepší než ona. Jerry, Harper a Max uvíznou na horské dráze. Kouzla: - Tváře, co tu vysíte, teď nám všechno povíte- plakáty začnou mluvit - Tváři, tváři, co mlčíš jak hrob, tiše buď a zeď dál zdob- plakáty přestanou mluvit Chybí: Maria Canals Barrera jako Theresa Russová Hostující hvězdy: Bill Chott jako pan Laritate, Dan Benson jako Zeke, Grant Alan jako Eddie, Hayley Kiyoko jako Stevie Nichols Dále hrají:- Speciální hostující hvězdy:- |         |                                 |                               |                    |                   |                 |
| 63 | 13      | Dude Looks Like Shakira         | On vypadá jak Shakira         | 16. dubna 2010     | 4. prosince 2010  | 317             |
| Theresa a Jerry Rossovi odjíždí na romantický víkend a hlídání jejich tří dětí Alexe, Justina a Maxe tak spočívá na jejich strýci, který se však k překvapení všech nečekaně mění v popovou hvězdu Shakiru. Záhy je Stanice obklopena fanoušky a Justin s Alex musí fanoušky odlákat dříve než se strýček změní zpět na svou podobu a bude prozrazeno jejich tajemství. Kouzla: - Když už tě nebaví tvůj nudný život, otoč pár stránek- popelnice Chybí: Jennifer Stone jako Harper Finkleová Hostující hvězdy: Jeff Garlin jako strejda Kelbo, Michael Monken jako MacGruder Dále hrají:- Speciální hostující hvězdy:Shakira jako ona sama |         |                                 |                               |                    |                   |                 |
| 64 | 14      | Eat to the Beat                 | Dobroty a noty                | 30. dubna 2010     | 21. srpna 2010    | 310             |
| Od té doby, co je Justin prezidentem Studentské rady se každý den konají tematické obědy. Rebelku Alex a její spřízněnou duši Stevie už však unavují Shakespearovské obědy a snaží se Justina přemluvit, aby na oběd pozval jednu z nejdrsnějších kapel ve Waverly Place. Harper se dozvídá o Stevienově tajemství. Kouzla: - Zahoď to laso a přidej styl, aby ten koncert jemný byl- zjemní drsnou musiku na jazz - Neměj žádný obavy, myšlenku hned pusť z hlavy- vymaže člověku myšlenku z hlavy Chybí: Jake T. Austin jako Max Russo, Maria Canals Barrera jako Theresa Russová, David DeLuise jako Jerry Russo Hostující hvězdy: Hayley Kiyoko jako Stevie Nichols, Aaron Hendry jako Grrrtarist, Beau Billingslea jako Burt Parks Dále hrají:Johnny Sale jako Crouton Kid Speciální hostující hvězdy:- |         |                                 |                               |                    |                   |                 |
| 65 | 15      | Third Wheel                     | Páté kolo u vozu              | 30. dubna 2010     | 28. srpna 2010    | 311             |
| Alex použije kouzlo pomocí něhož zjistí, co Harper zapomněla a snažila se ji říct. Dozví se však nemilou zprávu. Její nová kamarádka Stevie je ve skutečnosti také kouzelnice. Od teď mohou společně prožívat zážitky, které s obyčejnou smrtelnicí neprožije a Harper nyní hrozí, že bude páté kolo u vozu. Justin jako prezident studentské rady přijímá dobrovolníky na stavbu letošního výročního alegorického vozu, ovšem zájem je více než malý a tak nezbývá nic jiného než se do stavby pustit sám. Kouzla: - Udělej cos řekla, řekni cos chtěla, jedno vede k druhému, vzpomeň si Chybí: Jake T. Austin jako Max Russo, Maria Canals Barrera jako Theresa Russová Hostující hvězdy: Hayley Kiyoko jako Stevie Nichols, Dan Benson jako Zeke, Bill Chott jako pan Laritate Dále hrají:- Speciální hostující hvězdy:- |         |                                 |                               |                    |                   |                 |
| 66 | 16      | The Good, the Bad, and the Alex | Zlo, dobro a Alex             | 7. května 2010     | 23. října 2010    | 312             |
| Alex už delší dobu sleduje, že se její kamarádka Stevie trápí kvůli bratrovi. Rozhodne se ho společně s Justinem a Harper najít, ovšem když ho najdou čekají je nepříjemné zjištění. Stevie utekla od kouzelnické soutěže při rozdělování moci a její bratr je tak uvězněn v jiném světě a nedostane se mezi smrtelníky, dokud se Stevie nevrátí. Navíc chystá revoluci v kouzelnické soutěži a hrozí, že ji Alex podpoří a její plán se vydaří. Kouzla:- Chybí:Maria Canals Barrera jako Theresa Russová Hostující hvězdy: Hayley Kiyoko jako Stevie Nichols, Richard Chiu jako Warren Nichols, Ezra Weisz jako Jack Clown Dále hrají:- Speciální hostující hvězdy:- |         |                                 |                               |                    |                   |                 |
| 67 | 17      | Western Show                    | Ródeo                         | 14. května 2010    | 11. prosince 2010 | 316             |
| Justin a Alex už nemohou nadále vystát zástupce ředitele Clantona a usilují o návrat ředitele Laritatea. Ten si mezitím našel novou práci jako průvodce v ródeovém stánku Divokého Billa. O návratu mezi nezbedné puberťáky nechce ani slyšet a tak Justin s Alex použijí kouzlo, které je přenese do dob westernu, aby mu dokázali, že tato doba není o nic lepší než současná. Kouzla: - Dobrou teď, usni hned- uspávací kouzlo - Na západ cesta je, jippie-ji-ki-jaj- přenese Vás na divoký západ - Major Braun ze zlého těsta, vyžene Lariteta z města - Zpátky k nám cesta je, jippie-ji-ki-jaj- přenese Vás zpět do moderní doby Chybí: Jennifer Stone jako Harper Finkleová Hostující hvězdy: Bill Chott jako pan Laritate, Ted McGinley jako Superinspektor Clanton Dále hrají:- Speciální hostující hvězdy:- |         |                                 |                               |                    |                   |                 |
| 68 | 18      | Alex's Logo                     | Alex v nemilosti              | 21. května 2010    | 18. prosince 2010 | 318             |
| Alex je za své mimoškolní aktivity ředitelem Laritatem zvolena čestným občanem. Justin ji však nevěří a domnívá se, že dopis který zaslal ředitel Laritate Alexiným rodičům, aby je informoval o úspěších jejich dcery, zfalšovala a tak použije kouzlo pravdy. To však zapomene odvolat a Alex bez přemýšlení o následcích říká, co si myslí. To způsobí velký poprask na předávání čestné listiny, kde Alex pěkně od plic všem řekne, co si o nich myslí. Kouzla: - Nenech Alex lhářkou být, pravdu pomoz vyjevit - Pravdu, pravdu co znávala, teď je zas jak bývala Chybí: Jennifer Stone jako Harper Finkleová Hostující hvězdy: Bill Chott jako pan Laritate Dále hrají:- Speciální hostující hvězdy:- |         |                                 |                               |                    |                   |                 |
| 69 | 19      | Dad's Buggin' Out               | Táta brouk                    | 4. června 2010     | 25. prosince 2010 | 319             |
| Alex opět nechala otevřené dveře do Čarosvěta odkud přicházejí nevítaní hosté. Tentokrát Russoovi navštíví brouk, který Jerryho kousne. Následkem bude Jerryho proměna v brouka, čímž je ohrožen Justinův banket na podporu Ligy mimozemských jazyků, který se koná v jejich rodinné restauraci Stanice. Kouzla:- Hostující hvězdy: Dan Benson jako Zeke, Paulie Litt jako Joey the Crepe Kid, Michael Monken jako McGruder, Rachel Cannon jako Flutter, Al Madrigal jako Spanish Pocket Elf Dále hrají: Alexander Wenger jako Alien Language League Member Speciální hostující hvězdy:- |         |                                 |                               |                    |                   |                 |
| 70 | 20      | Max's Secret Girlfriend         | Maxova tajná holka            | 11. června 2010    | 8. ledna 2011     | 321             |
| Alex ve škole zjišťuje, že její mladší bratr Max má už několik týdnů přítelkyni. Důvodem proč o ni nikdo z jeho rodiny a přátel neví, je Maxova obava, že by ho rodiče před Nancy ztrapnili. Alex a Justin tedy použijí kouzla, aby se tak mohli vydávat za Maxovi rodiče. Jejich trik však záhy Maxovi rodiče prokouknou a chtějí, aby Max řekl Nancy pravdu. Max se však rozpovídá a řekne Nancy celou pravdu o jeho kouzelnické rodině. Kouzla: - Chcem být starší tíhou let, ať je nám teď 35 Kouzelné objekty: - Létajíci koberec Hostující hvězdy: Bella Thorne jako Nancy Lukeyová Dále hrají:- Speciální hostující hvězdy:- |         |                                 |                               |                    |                   |                 |
| 71 | 21      | Alex Russo, Matchmaker?         | Dohazovačka Alex              | 2. července 2010   | 22. ledna 2011    | 322             |
| Ve škole se bude konat vědecká výstava. Harper by ráda spolupracovala se Zekem, ovšem je natolik stydlivá, že iniciativu musí převzít Alex, která jim zároveň domluví rande. Harper a Zeke začínají pracovat na robotické švadlence, ovšem Alex má o randění jiné představy a tak použije kozlo jiskření, které však způsobuje neovladatelnost emocí. Kouzla: - Zippozap, zippozee, zippozarum- vyčaruje oheň Hostující hvězdy: Dan Benson jako Zeke Dále hrají:- Speciální hostující hvězdy:- |         |                                 |                               |                    |                   |                 |
| 72 | 22      | Delinquent Justin               | Delikvent Justin              | 16. července 2010  | 5. března 2011    | 323             |
| Justina zanedlouho čeká maturita tak si trénuje závěrečnou řeč. Rodiče dají Justinovi dárek předčasně. Také Alex má pro Justina překvapení, o které snad ani nestál. Alex mu totiž sděluje, že před čtyřmi roky vykouzlila Justinovi dvojče, které poslala na vysokou, aby tak Justinovi ušetřila čtyři roky učení. To ovšem netušila, jak Justina vysoká změní. Kouzla: - Dva Justiny mít tu nechci, jeden Justin stačí přece- spojí dvě osoby v jednu - Mozku, mozku, vrať se zpět, před vysokou naposled- vrátí mozek moc dozadu Mozkus returnus- dá mozek dopořádku Chybí: Jake T. Austin jako Max Russo Hostující hvězdy: Dan Benson jako Zeke, Bill Chott jako pan Laritate Dále hrají:- Speciální hostující hvězdy:- |         |                                 |                               |                    |                   |                 |
| 73 | 23      | Captain Jim Bob Sherwood        | Kapitán Jim Bob Sherwood      | 23. července 2010  | 12. března 2011   | 320             |
| Scenárista oblíbeného komiksu Kapitán Jim Bob Sherwood končí a hledá za sebe náhradu. Konkurz vyhraje Justin, to ovšem netuší, že se konal konkurz na kreslíře komiksu, který vyhrála Alex. Při práci se však nemohou dohodnout zda Justin bude psát scénář podle Alexiných nákresů či Alex kreslit podle Justinova scénáře. Nezbývá jim tedy nic jiného než kapitána Jima Boba Sherwooda oživit. Kouzla: - Z toho problémy jsou jen, v život proměň ten náš sen Hostující hvězdy: John O'Hurley jako kapitán Jim Bob Sherwood Dále hrají:- Speciální hostující hvězdy:- |         |                                 |                               |                    |                   |                 |
| 74 | 24      | Wizards vs. Finkles             | Kouzelníci vs. Finklovi       | 30. července 2010  | 20. března 2011   | 325             |
| Do Stanice přijíždí Harperini rodiče Elaine a Marty, kteří mají namířeno do Rumunska. Přijeli si pro Harper, protože jim chybí třetí člen do rodinného vystoupení. Alex přijde jejich vystoupení vtipné a je pevně rozhodnuta jet s Finklovými do Rumunska, ovšem jen do doby, než zjistí, jaká dřina za vystoupením stojí. Jediným způsobem, jak se vyhnout odjezdu do Rumunska, je pokazit Finklům vystoupení Kouzla: - Vtipy starý, nudný znám, teď vám je vtipně přeříkám Chybí: Jake T. Austin jako Max Russo, David DeLuise jako Jerry Russo Hostující hvězdy: Dan Benson jako Zeke, Kate Flannery a Scot Robinson jako Elaine a Marty Finkleovi, Alan Safier jako rumunský producent Dále hrají:- Speciální hostující hvězdy:- |         |                                 |                               |                    |                   |                 |
| 75 | 25      | All About You-Niverse           | Alexmír                       | 16. srpna 2010     | 19. února 2011    | 326             |
| Alex má domácí vězení. V místnosti, kde se učí kouzla najde Alex zrcadlo, díky kterému se dostane do alternativního vesmíru, kde má Alex vždy pravdu a lidé dělají vše co si přeje tedy Alexmíru. Alex se zde líbí a je rozhodnuta tu zůstat než ji skončí domácí vězení. Harper však zrcadlo rozbije a Alex se nemá jak dostat do reálného světa. Kouzelné objekty: - Kouzekné zrcadlo- jestliže do něj vstoupíš, budeš mít jen ty pravdu a ostatní tě budou poslouchat Hostující hvězdy: Dan Benson jako Zeke Dále hrají:- Speciální hostující hvězdy:- |         |                                 |                               |                    |                   |                 |
| 76 | 26      | Uncle Ernesto                   | Strejda Ernesto               | 27. srpna 2010     | 19. února 2011    | 327             |
| Blíží se Theresiny narozeniny, na které chtějí Alex a Justin pozvat strýce Ernesta. Theresa se návštěvy obává ze strachu, že by Ernesto zjistil, že její děti umí kouzlit. Pod podmínkou, že během Ernestovi návštěvy nepoužijí jediné kouzlo souhlasí. Alex však objeví polici s kouzelnými dárky od strýce Kelba. Vybere si zlatou slepici, která snáší vejce s budoucností. Slepice uteče a tak budou mít Russoovi, co vysvětlovat. Kouzelné objekty: - Kuře- když se ho na něco zeptáš a ono snese vejce, nalezneš v něm odpověď Chybí: Hostující hvězdy: Michael D. Cohen jako švýcarský elf Dále hrají:- Speciální hostující hvězdy: Wilmer Valderrama jako strejda Ernesto |         |                                 |                               |                    |                   |                 |
| 77 | 27      | Moving On                       | Musíš jít dál                 | 10. září 2010      | 26. března 2011   | 324             |
| Justin se stále nedokáže vyrovnat se ztrátou své milované Juliet. Vše mu ji připomíná a jelikož se Harper nemůže dívat na Justinovo trápení dostane ďábelský nápad. S pomoci Alex se přemění na Juliet, aby se s ním rozloučila donutila ho jít dál. Harper však nedokáže udržet tajemství a Justin zanedlouho odhalí pravdu. Kouzla: - Sem a tam, tam a sem, z Harper bude Juliet, už není jen sen- promění Harper ve starou Juliet - Sem a tam, tam a sem, z Harper bude Juliet, mladá jako sen- promění starou Juliet v mladou Juliet - Sem tam, tam se, Harper bude zase Harper a skončí můj sen- změní Juliet zpět na Harper Hostující hvězdy: Laura Samuels jako Sara Dále hrají:- Speciální hostující hvězdy: Bridgit Mendler jako Juliet Van Heusenová |         |                                 |                               |                    |                   |                 |
| 78 | 28-29   | Alex Saves Mason                | Alex zachraňuje Masona        | 1. října 2010      | 30. dubna 2011    | 329-330         |
| Teresa a Jerry odjíždí na romantický víkend a tak mají Alex, Justin a Max dům sami pro sebe. V televizi zahlédnou reportáž o psovi, kterého lidé našli v lese a který z nepochopitelných důvodů kreslí obrazy krásné černovlásky. Alex je jasné, že jde a Masona, který byl proměněn ve vlkodlaka. Nyní se vydá do lesa, aby Masona zachránila. Kouzla: - Ťuk ťuk, kdo tam, zmiz, zmizí ten, kdo za dveřmi stojí jen Hostující hvězdy: Dan Benson jako Zeke, Gary Grubbs jako Pa, Mary-Pat Green jako Ma, Chad W. Smathers jako Junior Dále hrají:- Speciální hostující hvězdy: Gregg Sulkin jako Mason Greyback Poznámka: v této epizodě Selena Gomez a the Scene hráli píseň A Year without rain |         |                                 |                               |                    |                   |                 |
| 79 | 30      | Wizards Exposed                 | Odhalení kouzelníci           | 15. října 2010     | 30. dubna 2011    | 328             |
| Do restaurace Stanice nečekaně vniká agent z tajného amerického úřadu, který rodinu Russoových už několik měsíců sleduje a znají jejich tajemství. Nyní jsou odvedeni na tajnou základnu, kde jsou jeden po druhém podrobeni výslechu. Kouzla: - Edgebono Utusis- zduplikuje osoby Hostující hvězdy: Dan Benson jako Zeke, Jonathan Kite jako Agent Lamwood, Daryl "Chill" Mitchell jako Vědec 1, Ian Abercrombie jako Professor Crumbs, Andy Kindler jako Rudy Tudidudy Dále hrají:- Speciální hostující hvězdy: Gregg Sulkin jako Mason Greyback |         |                                 |                               |                    |                   |                 |